# Jawun Evans
Jawun B. Evans (Greenville, 26 giugno 1996) è un cestista statunitense, professionista in NBA.

## Carriera
È stato selezionato dai Philadelphia 76ers al secondo giro del Draft NBA 2017 (39ª scelta assoluta).

## Palmarès
- McDonald's All-American Game (2015)